# Stefan Zeyen
Heinz Stefan Zeyen (* 6. Februar 1967 in Bochum) ist ein Generalmajor des Heeres der Bundeswehr und seit April 2025 Chef des Stabes des Unterstützungskommandos der Bundeswehr in Bonn.

## Leben

### Ausbildung und erste Verwendungen
Zeyen trat 1986 als Offizieranwärter der Instandsetzungstruppe des Heeres beim Instandsetzungsbataillon 7 (seit 2015: Versorgungsbataillon 7) in der Glückauf-Kaserne in Unna in die Bundeswehr ein und durchlief die Offizierausbildung zum Offizier des Truppendienstes. Er studierte von 1988 bis 1992 Maschinenbau an der Universität der Bundeswehr Hamburg. In seiner ersten Verwendung wurde er ab 1992 Zugführer und Instandsetzungsoffizier im Instandsetzungsbataillon 11 in Delmenhorst. Anschließend wurde er Hörsaalleiter in der Feldwebel-Ausbildung und S3-Offizier im Stab der Technischen Schule des Heeres und Fachschule des Heeres für Technik in Aachen. Ab 1997 folgte der Dienst als Kompaniechef der 4. Kompanie des Instandsetzungsbataillons 142 in Torgelow. Zeyen nahm von 1999 bis 2001 am 42. Generalstabslehrgang Heer an der Führungsakademie der Bundeswehr in Hamburg teil, wo er zum Offizier im Generalstabsdienst ausgebildet wurde.

### Dienst als Stabsoffizier
2001 wurde Zeyen Stabsoffizier beim Stabsabteilungsleiter II im Führungsstab des Heeres im Bundesministerium der Verteidigung (BMVg) in Bonn. In den Jahren 2003 und 2004 besuchte er den Defence Technology Course am Royal Military College of Science (RMCS) in Shrivenham im Vereinigten Königreich. Anschließend wurde er G3-Stabsoffizier und Chef des Stabes der Logistikbrigade 100 in Unna. 2006 übernahm Zeyen das Kommando über das Instandsetzungsbataillon 466 in der Mainfranken-Kaserne in Volkach. 2008 folgte die Rückkehr in die Abteilung II des Führungsstabes des Heeres im BMVg in Bonn, wo er Referent im Referat FüH II 4 (Heeresrüstung) wurde. 2011 wurde Zeyen persönlicher Referent des Abteilungsleiters Rüstung im BMVg in Bonn. Von 2012 bis 2014 leitete er das Referat Wehrverwaltung und Rüstung in der Abteilung 2 des Bundeskanzleramts in Berlin. Ende 2014 übernahm Zeyen als Oberst i. G. die Referatsleitung des Referats Planung III 3 (Finanzbedarfsanalyse; Ressourcenplanung Rüstung; Materialerhaltung und Kooperation mit der Wirtschaft – Heeresinstandsetzungslogistik und BwFuhrparkService) im BMVg in Bonn und 2015 die Leitung des Referats Planung III 2 (Planungsvorgaben BMVg, Finanzbedarfsanalyse, Ressourcenplan: Controlling Abteilung Planung), ebenfalls in Bonn.

### Dienst als General
Im Oktober 2018 wurde Zeyen Leiter der für Planung und internationale Zusammenarbeit des Heeres zuständigen Abteilung II im Kommando Heer in der von-Hardenberg-Kaserne in Strausberg bei Berlin. Auf diesem Dienstposten wurde er zum Brigadegeneral ernannt. Im Oktober 2020 erfolgte die erneute Versetzung ins BMVg, wo er Unterabteilungsleiter II in der Abteilung Haushalt und Controlling II wurde. Im August 2023 wurde er der Chef des Stabes im Kommando Streitkräftebasis in Bonn. Auf diesem Dienstposten wurde er zum Generalmajor ernannt. Seit April 2025 ist er Chef des Stabes des Unterstützungskommandos der Bundeswehr in Bonn.

### Auslandseinsätze
Zeyen nahm an zwei Auslandseinsätzen der Bundeswehr teil:
- Zeitraum 1993/1994: United Nations Operation in Somalia II, Beledweyne, Somalia
- Zeitraum 1997–1999: Kompaniechef bei SFOR, Bosnien und Herzegowina

## Privates
Zeyen ist verheiratet und hat zwei Kinder.